# Walter (álbum)
Walter es el cuarto disco disco de estudio y el sexto en general de toda la carrera de la banda Nosequien y Los Nosecuantos, lanzado en 1995.

## Historia
Walter fue el nombre de la cuarta producción discográfica, con éxitos como "Sube nomás", "Ríndete Flánigan", "Ballena azul" y "Puerta de amor" en las que el grupo “madura” musicalmente. Este disco sale en 1995 y el lugar de Alfredo Sillau es tomado por el cuñado del "Cholo" Rios, Héctor Llosa, que ya había colaborado con el grupo en anteriores oportunidades.
Tras la campaña de "Walter", Héctor, Raúl, Pedro, Pablo y Fernando, dedicados cada vez más a proyectos personales, deciden hacer un alto en el camino y el grupo anuncia así su disolución. Un año más tarde la vigencia del grupo y su recordación en el pueblo seguía siendo impresionante. La prensa señalaba que el vacío dejado no era llenado por ningún  otro grupo.
Hasta que en julio de 1998, convocados por Pierre Aguilar, actual mánager del grupo, se juntan nuevamente para realizar dos conciertos en la Feria del Hogar (la mayor feria en el Perú en esa época) con un lleno absoluto en ambas fechas.

## Lista de temas
Todas las canciones cantadas por Raúl Romero, excepto donde se indique

| N.º   | Título                                 | Música                                     | Escritor(es)         | Duración |  |
| 1.    | «Learning english»                     | Nosequien y los Nosecuantos                | Raúl Romero          | 3:05     |  |
| 2.    | «Operativo Calzón»                     | Fernando Ríos, Pablo Boner, Alfredo Sillau | Romero               | 4:06     |  |
| 3.    | «Jueves por la noche»                  | Nosequien y los Nosecuantos                | Romero, Ríos, Sillau | 2:57     |  |
| 4.    | «Corrupción de un menor»               | Sillau, Ríos                               | Sillau, Ríos, Romero | 2:58     |  |
| 5.    | «Sube nomás» (Alfredo Sillau)          | Ríos, Sillau, Boner, Silva                 | Romero, Sillau       | 2:48     |  |
| 6.    | «Ballena azul»                         | Boner, Sillau, Ríos                        | Romero               | 3:08     |  |
| 7.    | «Ceremonias S. A.»                     | Sillau, Ríos                               | Romero               | 3:51     |  |
| 8.    | «Ríndete, Flannigan (Estás rodeado)»   | Romero                                     | Romero               | 4:18     |  |
| 9.    | «Puerta de amor»                       | Cook, Greenaway                            | Cook, Greenaway      | 2:54     |  |
| 10.   | «Juan, el Destripador» (Fernando Ríos) | Sillau, Ríos                               | Sillau, Ríos         | 4:25     |  |
| 32:03 |                                        |                                            |                      |          |  |

## Personal
Nosequien y Los Nosecuantos
- Raúl Romero – vocalista.
- Alfredo Sillau – guitarra, coro, primera voz en "Sube nomás".
- Fermando Ríos – bajo, coros, primera voz en "Juan el destripador".
- Pedro Silva – batería, percusión.
- Pablo Boner – Teclados.

Producción
- Productor: Alberto Suárez
- Mezcla: Pablo Boner y Alberto Suárez, Freddy Flores
- Supervisor dominante: Alberto Suárez
- Productor de coordinación: Alberto Suárez
- Arreglo: Nosequien y Los Nosecuantos – Alberto Suárez
- Dirección de arte: Michael Golob
- Diseño: Fernando Ríos
- Fotografía: Fernando Ríos